# Radio edit
Radio edit – oznaczenie stosowane dla utworów muzycznych, które przeszły specjalną „obróbkę”, dzięki której będą spełniały wymagania komercyjnych rozgłośni radiowych. W porównaniu z oryginalną wersją, radio edit jest zazwyczaj krótsze i wolne od wulgaryzmów. Czasami oznaczenie to używane jest także dla utworów, które nigdy nie miały swej premiery w radiu i innych mediach.

## Powody edycji

### Czas
Radio edit często bywa tylko skróconą wersją oryginalnej piosenki. Dzięki temu posiadają one bardziej powszechną strukturę (od 2:30 do 4 minut trwania). Niektóre edycje zawierają jedynie wczesne dźwięki utworu, który nie jest zachowany do końca. Profesjonalne wydanie jest skrócone poprzez usuwanie np. improwizacji, zwykle przyciszając koniec nagrania. Skrócenie czasu piosenki pozwala radiom na transmitowanie większej ilości reklam, wiadomości, rozmów, itd.
Skracanie zostało zapoczątkowane w latach 60. XX wieku, kiedy to wielu autorów nagrywało ponad 7-minutowe utwory. Proces ten jednak nie ogarnął wszystkich, niektórzy postanowili nie wydawać okrojonych wersji. Mimo czasu trwania nawet 10 minut, były one transmitowane przez radio.
Zdarzają się jednak wyjątki, głównie w muzyce pop, R'n'B i dance, że wersja radio edit trwa dłużej od oryginalnej.

### Zawartość
W zależności od panującego prawa w kraju, radia chcąc emitować publicznie piosenki, muszą zadbać o poprawność moralną ich tekstu. Zmuszeni są oni odpowiednio wyciąć lub ocenzurować przekleństwa. Zazwyczaj "oczyszczone" wersje są wydawane od razu przez wytwórnie jako "clean version".

## Synonimy
- radio version,
- radio mix,
- radio remix,
- single version,
- single mix,
- single edit,
- 7" mix,
- 7" edit,
- clean edit/version,
- no rap edit/version,
- (imię autora remiksu, np. Unkle) remix,
- edit (version),
- airplay mix.